# 内藤浜治
内藤 浜治（ないとう はまじ、1877年〈明治10年〉3月5日 - 1937年〈昭和12年〉9月24日）は、日本の政治家。衆議院議員（1期）。

## 経歴
兵庫県加西郡、のちの多加野村（現加西市）で生まれた。1897年（明治30年）東京帝国大学農学科卒。日露戦争に参加、陸軍騎兵中尉に進む。兵庫県立農学校、同赤穂農学校教諭兼校長を歴任し、兵庫県会議員、同参事会員、村長を務める。また、加西郡農会副会長、同畳表同業組合長、同畜産組合長、播州紡績、北播水力電気、日本製棉製紙、播磨縄莚各(株)取締役、播州石粉、播州算盤各(株)社長、中播電気、播州水力電気、北条銀行、関西土木電気興業各(株)監査役となる。
1920年（大正9年）の第14回衆議院議員総選挙において兵庫9区から憲政会公認で立候補して当選する。衆議院議員を1期務め、1924年（大正13年）の第15回衆議院議員総選挙で落選した。1928年（昭和3年）の第16回衆議院議員総選挙では兵庫3区から中立系(無所属)から出馬したが落選した。1937年に死去した。